# Erdélyi Futár
Erdélyi Futár Kolozsvárt 1927 és 1940 között hetente, majd havonta kétszer megjelenő riportlap (1936-37-ben Transilvániai Futár; 1938. novemberi száma Erdélyi Kurír c. alatt jelent meg).

## Szerkesztők, témák, munkatársak
Főszerkesztő Szőgyéni Kiss Endre. A bulvársajtó hangján bírálta az OMP politikáját; alkalomszerűen helyet adott a reformerek politikai törekvéseinek. Sok színházi "pletyka" és polgári intimitás mellett hasznos anyagot is közölt. Hasábjain publicisztikával szerepelt Deutsek Géza, Franyó Zoltán, Kecskeméthy István, Osvát Kálmán, Tabéry Géza, Tarnóczi Lajos.